# Estación de Barcelona-Clot (Sagrera)
Barcelona-Clot (Sagrera) es una antigua estación de ferrocarril de Adif, ubicada en el barrio de La Sagrera de Barcelona. Dedicada en exclusiva al tráfico de mercancías, fue construida por la Compañía de los Ferrocarriles de Madrid a Zaragoza y Alicante (M.Z.A.) y entró en servicio en 1922. 
Fue clausurada en los años 1990 y actualmente está siendo desmantelada para construir en su lugar la estación intermodal Barcelona-La Sagrera. Se conserva un edificio, destinado a oficinas de la obra de Adif.

## Situación ferroviaria
La estación formaba parte de la línea a Francia (Barcelona-Cerbère), entre las estaciones de Clot-Aragó y San Andrés Condal. 
En 1960 se construyó el ramal Besós, que enlazaba la Sagrera con la línea del litoral en San Adrián del Besós, únicamente para tráfico de mercancías. A partir de 1989, al ser desmantelado el ramal de Marina, se desdobló el ramal Besós para dar también servicio a la línea de pasajeros Barcelona-Massanet-Massanas.

## Historia
Aunque la línea Barcelona-Granollers entró en servicio en 1854, esta estación no se construyó hasta 1918. El fuerte crecimiento industrial de San Martín de Provensals había saturado las estaciones de Barcelona-Clot (actualmente Clot-Aragó) y de Francia. Para descongestionarlas, en 1918 la compañía propietaria de la línea, M.Z.A., empezó la construcción de una nueva estación para el transporte de mercancías, unos metros más al norte de Barcelona-Clot, en el barrio de La Sagrera, cerca del apeadero de Horta, que fue desmantelado. Con el nombre de Barcelona-Clot (Sagrera), la estación entró en servicio en 1922.
La estación estaba formada por dos edificios de planta y dos pisos de altura, destinados a oficinas y viviendas de los trabajadores ferroviarios y sus familias. Estaban situados a ambos lados de la entrada principal, por la calle Baixada de La Sagrera. Barcelona-Clot (Sagrera) era uno de los espacios ferroviarios de mayor extensión de Barcelona, con una superficie total de 200.000 m² y 17,5 km de vías, que se extendían entre los puentes de Bac de Roda y de la Riera Horta. En los años 1950, alrededor de este espacio, nació uno de los mayores asentamientos de barracas de Barcelona, conocido como La Perona, eliminado con vistas a los Juegos Olímpicos de 1992.
En 1986 se publicó el primer estudio sobre la llegada de la alta velocidad a Barcelona, que proponía la construcción de una estación terminal en La Sagrera. El proyecto se concretó en 1994, cuando el Ayuntamiento de Barcelona aprobó el derribo de la estación de actual para construir en su lugar una gran estación ferroviaria intermodal, Barcelona-La Sagrera, así como un parque sobre las vías cubiertas. La estación de mercancías trasladó la mayor parte de su actividad a la instalación logística de La Llagosta y a finales de los años 1990 dejó de dar servicio ferroviario, aunque mantuvo su función residencial para antiguos trabajadores de RENFE.
En 2004 se aprobó el Plan General Metropolitano para la ordenación de la estación de la Sagrera y su entorno y en 2007 empezó a desmantelarse la treintena de naves de la antigua estación. En 2011 se derribaron las casas de planta baja de la calle Berenguer de Palou, antiguas viviendas de los trabajadores,  y en 2012 se demolió el edificio norte de la estación. Desde entonces el único elemento en pie de la antigua estación es el otro edificio principal, que está ocupado por viviendas y oficinas de Adif de atención al público.